# CG(X)
El programa CG(X) (también conocido como el programa Next Generation Cruiser) fue un programa de investigación de la Marina de los Estados Unidos para desarrollar un barco de reemplazo para sus 22 cruceros lanzamisiles de clase Ticonderoga. Los planes originales eran para 18-19 barcos, basados en el destructor de clase Zumwalt de 14.500 toneladas con defensa adicional contra misiles balísticos y defensa aérea para un grupo de ataque de portaaviones. Estos buques debían entrar en servicio a partir de 2017. El programa se canceló en 2010 por su coste  y fue sustituido por un nuevo pedido de destructores clase Arleigh Burke del Tramo III y el futuro destructor pesado DDG(X).

## Desarrollo
Como parte del 30-Year Fleet Plan, la US Navy planeaba un diseño de crucero basado en un DDG(X) dedicado a la defensa anti misiles balísticos. En el año 2007 planeaba construir diecinueve unidades, con la primera entrega en 2011. Sin embargo, el programa fue cancelado en 2010 por su coste. En su lugar, los Ticonderoga serán sustituidos por los destructores DDG(X).

## Historia

### Antecedentes
A principios de la década de 1990, las Fuerzas Armadas de EE. UU. tuvieron que responder a nuevas amenazas y presupuestos tras el final de la Guerra Fría. La respuesta de la Marina de los EE. UU. fue el programa Surface Combatant for the 21st Century (SC-21). Esto preveía un destructor llamado DD-21 y un crucero planeado llamado CG-21. Los recortes presupuestarios en noviembre de 2001 significaron que SC-21 se convirtió en el programa Future Surface Combatant menos ambicioso. El DD-21 pasó a llamarse DD (X), que más tarde se denominó destructor de clase Zumwalt. En abril de 2002, DD(X) iba a ser la "base" de una familia de aviones de combate de superficie, incluido CG(X) como sucesor del CG-21. Los cruceros de clase Ticonderoga alcanzarán su edad de jubilación de 35 años entre 2021 y 2029, aunque la Marina de los EE. UU. puede usar actualizaciones para extender su vida a 40 años.

### Crucero de próxima generación
El programa CG (X) se anunció el 1 de noviembre de 2001. El requisito inicial de 18 CG (X) se elevó a 19 según el plan para una Armada de 313 barcos en 2005.
Una revaluación en 2007 sugirió dividir el CG (X) en dos clases, catorce "cruceros de escolta" del tamaño de Zumwalt y cinco barcos de defensa contra misiles balísticos de 23,000 toneladas. Hubo presión política para que algunos o todos estos barcos fueran de propulsión nuclear.
El presupuesto del año fiscal (FY) 2009 requería la adquisición del primer CG (X) en 2011 y el segundo en 2013. El 1 de febrero de 2010, el presidente de EE. UU., Barack Obama, dio a conocer su propuesta de presupuesto para el FY2011. Este presupuesto requería, entre otras cosas, cancelar todo el programa CG(X).
El programa fue cancelado en la Revisión Cuatrienal de Defensa de 2010. En cambio, la misión del CG(X) será realizada por destructores DDG-51 Tramo III, después de que la Armada de los EE. que el DDG podría llevar.

## Diseño

### Casco
En abril de 2002, John Young, Subsecretario de la Armada para Investigación, Desarrollo y Adquisición, declaró que "el casco DD(X) será la base desde la cual propondrán los cambios de diseño necesarios para evolucionar esto a CG(X). Que podría incluir varias cosas, desde alargar el casco y cambiar el tamaño, pero será, en nuestra opinión, probablemente la forma básica del casco, del tamaño apropiado y con las características adecuadas agregadas para adaptarse a la misión CG(X)". El Jefe de Operaciones Navales afirmó en 2005 que "el casco DD(X) y la planta de propulsión se colocarán en espiral en la plataforma CG(X) con un 80% de superposición de diseño". En el mismo testimonio, afirmó que diseñar un nuevo casco costaría alrededor de $ 4 mil millones.
Sin embargo, comenzaron a crecer las preocupaciones sobre la estabilidad del casco de Zumwalt. El arquitecto naval Ken Brower dijo en abril de 2007 que "cuando un barco cabecea y se mece en el mar, si tiene una casa rodante en lugar de una llamarada, no tiene energía de adrizamiento para hacer que el barco vuelva a subir. En el [Zumwalt], con las olas llegando, si te mira desde atrás, cuando un barco se inclina, puede perder estabilidad transversal cuando la popa sale del agua y, básicamente, volcarse". [9] También había dudas sobre si el casco del Zumwalt era lo suficientemente grande para albergar armas de defensa balística y un posible sistema de propulsión nuclear. En julio de 2007 llegaron las primeras sugerencias de que la AOA podría recomendar una solución de dos clases, un "crucero de escolta" de 14.000 toneladas basado enEl sigiloso casco rodante de Zumwalt y un barco de defensa contra misiles balísticos de 23.000 toneladas. Este último usaría una forma más convencional que la casa rodante, ya que el uso de radares para buscar misiles mientras está en la estación haría que un casco sigiloso no tuviera sentido. En julio de 2008, Roscoe Bartlett del subcomité House Seapower declaró que era "poco probable que el casco [Zumwalt] pudiera usarse en el programa CG(X)".

### Propulsión
El CG(X) habría utilizado el sistema de propulsión eléctrica IPS de Zumwalt, a partir de las estimaciones presupuestarias del año fiscal 2009 en febrero de 2008. Las turbinas de gas de Zumwalt son capaces de generar 78 megavatios (105 000 hp), y eso se pensó que apenas era suficiente para el radar y los futuros sistemas de armas en el CG(X): la suposición de trabajo es que la carga eléctrica de toda la nave, incluido un radar Theatre Ballistic Missile Defense, consumirá 31 megavatios (MW). En julio de 2008, Young dijo que "para las suites de radar más capaces que se están considerando, el casco [Zumwalt] no puede soportar el radar".
Mientras tanto, los miembros del Subcomité de Fuerzas de Proyección de la Cámara habían estado presionando a la Marina para que usara energía nuclear para los principales combatientes, en parte como respuesta a las preocupaciones sobre el precio y la disponibilidad del petróleo. Impulsaron estudios en 2005 y 2006, el segundo de los cuales indicó que la energía nuclear alcanzó el punto de equilibrio a un precio del petróleo de $ 70 a $ 225 por barril para barcos de escolta de 21 a 26 000 toneladas con un uso intensivo de radar. Esto condujo a un requisito en la Ley de Autorización de Defensa del año fiscal 2008 de que todos los principales buques de combate tuvieran propulsión nuclear a menos que no fuera de interés nacional.
La Armada estudió la energía nuclear como una opción de diseño para el CG(X), pero nunca anunció si preferiría construir el CG(X) como un barco de propulsión nuclear; habría agregado $600-800 millones al costo inicial del barco, pero ahorra en gastos de funcionamiento. Según las prácticas presupuestarias normales, los elementos de propulsión nuclear con plazos prolongados habrían tenido que adquirirse en el ejercicio fiscal 2009 si el barco principal se hubiera adquirido en el ejercicio fiscal 2011. Si se hubiera buscado la solución de dos clases, parece probable que el crucero de escolta hubiera usado turbinas de gas como Zumwalt, y el barco de defensa de misiles balísticos más grande habría sido de propulsión nuclear y, por lo tanto, conocido como CGN (X).
Aparentemente, la AOA consideró dos opciones, utilizando dos de los reactores S6W de 43 MW de los submarinos de la clase Seawolf , de los cuales 34 MW se utilizan para la propulsión, y reduciendo a la mitad uno de los dos reactores A4W de 550 MW térmicos utilizados en los portaaviones de la clase Nimitz . La primera opción ni siquiera igualaría a Zumwalt en potencia, mientras que la segunda opción probablemente no encajaría en el casco de Zumwalt . Por otro lado, daría mucho espacio para futuros sistemas de armas, como armas de energía dirigida y cañones de riel. , de ahí la propuesta del buque de defensa antimisiles balísticos de mayor casco con propulsión nuclear.

### Sensores
El sistema de radar CG(X) probablemente habría sido un desarrollo del radar de barrido electrónico activo de doble banda AN/SPY-3 de la clase Zumwalt. También podría haber sido influenciado por el reemplazo del radar de seguimiento de misiles AN / SPQ-11 Cobra Judy en la Isla de Observación del USNS. Como se mencionó anteriormente, se está modelando un futuro radar Theatre Ballistic Missile Defense que consume 31 MW de energía eléctrica, en comparación con 5 MW para el sistema AEGIS en un destructor de clase Arleigh Burke

### Armas
Un CG (X) basado en el casco Zumwalt perdería uno o ambos cañones y los reemplazaría con más lanzadores VLS para misiles antiaéreos. Sin embargo, la falta de capacidad de Zumwalt en defensa aérea y defensa contra misiles balísticos se citó como una de las principales razones de la casi cancelación de la clase en julio de 2008. Inteligencia reciente de que China está desarrollando misiles balísticos antibuque orientables basados en el DF-21 parece estar dando forma al pensamiento de la Armada sobre las capacidades del CG(X), cuando anteriormente se creía que la defensa aérea de Zumwalt era lo suficientemente buena como para justificar el retraso de la introducción del CG(X).
El programa Kinetic Energy Interceptor estaba desarrollando nuevas armas contra misiles balísticos, pero los misiles habrían ocupado seis veces más espacio que los SM-3 y un casco del tamaño de un Zumwalt no podría llevar un número significativo. Se consideró que se eliminaron del programa CG(X) antes de que finalmente se cancelaran por completo en mayo de 2009 debido a razones "técnicas y financieras".